# Котівка (Чугуївський район)
Коті́вка — село в Україні, у Вовчанській міській громаді Чугуївського району Харківської області. Населення становить 258 осіб. До 2020 орган місцевого самоврядування — Котівська сільська рада.

## Географія
Село Котівка знаходиться на початку балки Беседівка, на відстані 3 км розташовані села Шевченкове, Бережне, Погоріле, Гарбузівка і Петропавлівка. В селі бере початок річка Яр Гривків.

## Історія
За даними на 1864 рік у власницькій слободі, центрі Миколаївської другої волості Вовчанського повіту, мешкало 1100 осіб (548 чоловічої статі та 552 — жіночої), налічувалось 220 дворових господарств.
Станом на 1914 рік кількість мешканців села зросла до 3528 осіб.
12 червня 2020 року, відповідно до Розпорядження Кабінету Міністрів України  № 725-р «Про визначення адміністративних центрів та затвердження територій територіальних громад Харківської області», увійшло до складу Вовчанської міської громади.
19 липня 2020 року, в результаті адміністративно-територіальної реформи та ліквідації Вовчанського району, село увійшло до складу Чугуївського району.